# Wereldkampioenschap voetbal 1994 (kwalificatie AFC)
29 teams schreven zich in voor de kwalificatie van het wereldkampioenschap voetbal 1994, de AFC kreeg 2 WK-tickets.

## Opzet
- Eerste ronde: De 29 teams worden in 6 groepen van 4 of 5 verdeeld, de teams speelden uit en thuis. De groepswinnaars gaan naar de finaleronde.
- Finaleronde: De 6 teams bekampen elkaar 1 keer in Qatar, de winnaar en nummer 2 kwalificeren zich.

## Gekwalificeerde landen
| FIFA-lid      | Confederatie | Kwalificatie        | Kwal. datum     | Aantal dln. (incl. 1994) | Dln. op rij | Eerste dln. | Laatste dln. | Titels (excl. 1994) | Beste prestatie |
| ------------- | ------------ | ------------------- | --------------- | ------------------------ | ----------- | ----------- | ------------ | ------------------- | --------------- |
| Zuid-Korea    | AFC          | Tweede finaleronde  | 28 oktober 1993 | 4e                       | 3           | 1954        | 1990         | 0                   | Groepsfase      |
| Saoedi-Arabië | AFC          | Winnaar finaleronde | 28 oktober 1993 | 1e                       | 1           | n.v.t.      | n.v.t.       | n.v.t.              | n.v.t.          |

## Eerste ronde
Van de zes finalisten van het vorig WK haalden drie finalisten opnieuw de finale-poule: Zuid Korea had geen problemen zich te plaatsen, Noord-Korea schakelde mede-finalist Qatar uit en Saoedi-Arabië won het beslissende duel met 3-1 van Koeweit.  Verenigde Arabische Emiraten en China waren er deze keer niet bij, ze werden respectievelijk uitgeschakeld door Japan en Irak. Ten slotte haalde Iran de finale-poule dankzij een beter doelsaldo dan Syrië.
Legenda

### Groep A
| Pos | Land     | Wed | Win | Gel | Ver | DV | DT | +/- | Pnt |
| --- | -------- | --- | --- | --- | --- | -- | -- | --- | --- |
| 1.  | Irak     | 8   | 6   | 1   | 1   | 28 | 4  | +24 | 13  |
| 2.  | China    | 8   | 6   | 0   | 2   | 18 | 4  | +14 | 12  |
| 3.  | Jemen    | 8   | 3   | 2   | 3   | 12 | 13 | –1  | 8   |
| 4.  | Jordanië | 8   | 2   | 3   | 3   | 12 | 15 | –3  | 7   |
| 5.  | Pakistan | 8   | 0   | 0   | 8   | 2  | 36 | –34 | 0   |

|             |                     |       |                           |                                                                          |
| 22 mei 1993 | Jordanië            | 1 – 1 | Jemen                     | Al-Hassanstadion, Irbid Scheidsrechter: Mohamed Al-Mulla Abdalaziz (UAE) |
| 22 mei 1993 | Subhi Al-Gnimaz 65' |       | Wagdan Mahmoud Shadli 72' | Al-Hassanstadion, Irbid Scheidsrechter: Mohamed Al-Mulla Abdalaziz (UAE) |

|             |          |                                                        |       |                                                                                |
| 22 mei 1993 | Pakistan | 0 – 5                                                  | China | Al-Hassanstadion, Irbid Toeschouwers: 10.000 Scheidsrechter: Ammar Ammar (LIB) |
| 22 mei 1993 |          | Gao Hongbo 38' Cai Sheng 55', 59', 82' Hao Haidong 71' |       | Al-Hassanstadion, Irbid Toeschouwers: 10.000 Scheidsrechter: Ammar Ammar (LIB) |

|             |                  |       |                           |                                                               |
| 24 mei 1993 | Jordanië         | 1 – 1 | Irak                      | Al-Hassanstadion, Irbid Scheidsrechter: Pirom Anprasert (THA) |
| 24 mei 1993 | Jeris Tadrus 16' |       | Munthir Khalaf Muhsin 75' | Al-Hassanstadion, Irbid Scheidsrechter: Pirom Anprasert (THA) |

|             |                                                                                              |       |                |                                                                        |
| 24 mei 1993 | Jemen                                                                                        | 5 – 1 | Pakistan       | Al-Hassanstadion, Irbid Scheidsrechter: Hossein Askari Milajerdi (IRN) |
| 24 mei 1993 | Omar Mubarak 20', 53' Ahmed Bareed 77' Wagdan Mahmoud Shadli 80' Mohamed Hassan Abdullah 82' |       | Tahir Agha 12' | Al-Hassanstadion, Irbid Scheidsrechter: Hossein Askari Milajerdi (IRN) |

|             |          |                                           |       |                                                                        |
| 26 mei 1993 | Jordanië | 0 – 3                                     | China | Al-Hassanstadion, Irbid Scheidsrechter: Hossein Askari Milajerdi (IRN) |
| 26 mei 1993 |          | Gao Hongbo 61' Wu Qunli 66' Cai Sheng 89' |       | Al-Hassanstadion, Irbid Scheidsrechter: Hossein Askari Milajerdi (IRN) |

|             |                   |       | |                                                           |
| 26 mei 1993 | Jemen             | 1 – 6 | Irak                                                                                               | Al-Hassanstadion, Irbid Scheidsrechter: Ammar Ammar (LIB) |
| 26 mei 1993 | Asam Duraiban 16' |       | Laith Hussein 1' Alaa Kadhim 22', 76' Mahdi Kadhum Hussin 35' Ahmed Radhi 55' Saad Qais Noaman 73' | Al-Hassanstadion, Irbid Scheidsrechter: Ammar Ammar (LIB) |

|             |          | |      |                                                                          |
| 28 mei 1993 | Pakistan | 0 – 8 | Irak | Al-Hassanstadion, Irbid Scheidsrechter: Mohamed Al-Mulla Abdalaziz (UAE) |
| 28 mei 1993 |          | Laith Hussein 12' Saad Qais Noaman 21', 70' Alaa Kadhim 27', 75' Ahmed Radhi 44' Munthir Khalaf Muhsin 77' Naeim Saddam Menshed 88' |      | Al-Hassanstadion, Irbid Scheidsrechter: Mohamed Al-Mulla Abdalaziz (UAE) |

|             |                      |       |       |                                                                                 |
| 28 mei 1993 | Jemen                | 1 – 0 | China | Al-Hassanstadion, Irbid Toeschouwers: 800 Scheidsrechter: Jamal Al Sharif (SYR) |
| 28 mei 1993 | Saleh Rabiah Ben 62' |       |       | Al-Hassanstadion, Irbid Toeschouwers: 800 Scheidsrechter: Jamal Al Sharif (SYR) |

|             |                                                   |       |                  |                                                               |
| 30 mei 1993 | Jordanië                                          | 3 – 1 | Pakistan         | Al-Hassanstadion, Irbid Scheidsrechter: Jamal Al Sharif (SYR) |
| 30 mei 1993 | Mohammad Muharam 8', 89' Hisham Abed Al-Minem 90' |       | Abdul Farooq 80' | Al-Hassanstadion, Irbid Scheidsrechter: Jamal Al Sharif (SYR) |

|             |                 |       |       |                                                               |
| 30 mei 1993 | Irak            | 1 – 0 | China | Al-Hassanstadion, Irbid Scheidsrechter: Pirom Anprasert (THA) |
| 30 mei 1993 | Ahmed Radhi 55' |       |       | Al-Hassanstadion, Irbid Scheidsrechter: Pirom Anprasert (THA) |

|              |                    |       |                      |                                                                          |
| 12 juni 1993 | Jemen              | 1 – 1 | Jordanië             | Chengdu Sports Centre, Chengdu Scheidsrechter: Ali Mohamed Bujsaim (UAE) |
| 12 juni 1993 | Sharaf Mahfood 52' |       | Aref Al-Shewaier 73' | Chengdu Sports Centre, Chengdu Scheidsrechter: Ali Mohamed Bujsaim (UAE) |

|              |                                     |       |          |                                                                   |
| 12 juni 1993 | China                               | 3 – 0 | Pakistan | Chengdu Sports Centre, Chengdu Scheidsrechter: Kim Jong Sik (PRK) |
| 12 juni 1993 | Gao Hongbo 60', 89' Hao Haidong 62' |       |          | Chengdu Sports Centre, Chengdu Scheidsrechter: Kim Jong Sik (PRK) |

|              |                                                       |       |          |                                                                      |
| 14 juni 1993 | Irak                                                  | 4 – 0 | Jordanië | Chengdu Sports Centre, Chengdu Scheidsrechter: Masayoshi Okada (JPN) |
| 14 juni 1993 | Laith Hussein 3', 17' Alaa Kadhim 25' Ahmed Radhi 52' |       |          | Chengdu Sports Centre, Chengdu Scheidsrechter: Masayoshi Okada (JPN) |

|              |          |                                                                |       |                                                                 |
| 14 juni 1993 | Pakistan | 0 – 3                                                          | Jemen | Chengdu Sports Centre, Chengdu Scheidsrechter: An Bong-ki (KOR) |
| 14 juni 1993 |          | Ahmed Abdul Karim Al-Brid 39', 72' Mohamed Hassan Abdullah 77' |       | Chengdu Sports Centre, Chengdu Scheidsrechter: An Bong-ki (KOR) |

|              |                                      |       |                    |                                                                 |
| 16 juni 1993 | China                                | 4 – 1 | Jordanië           | Chengdu Sports Centre, Chengdu Scheidsrechter: An Bong-ki (KOR) |
| 16 juni 1993 | Li Bing 16', 76' Gao Hongbo 50', 80' |       | Jamal Abu Abed 56' | Chengdu Sports Centre, Chengdu Scheidsrechter: An Bong-ki (KOR) |

|              |                                                                 |       |       |                                                                         |
| 16 juni 1993 | Irak                                                            | 3 – 0 | Jemen | Chengdu Sports Centre, Chengdu Scheidsrechter: Santos Jose Manuel (MAC) |
| 16 juni 1993 | Naeim Saddam Menshed 46' Saad Qais Noaman 64' Laith Hussein 80' |       |       | Chengdu Sports Centre, Chengdu Scheidsrechter: Santos Jose Manuel (MAC) |

|              |                                                     |       |          |                                                                   |
| 18 juni 1993 | Irak                                                | 4 – 0 | Pakistan | Chengdu Sports Centre, Chengdu Scheidsrechter: Kim Jong Sik (PRK) |
| 18 juni 1993 | Saad Qais Noaman Radhi Shenaishil Ahmed Daham Karim |       |          | Chengdu Sports Centre, Chengdu Scheidsrechter: Kim Jong Sik (PRK) |

|              |             |       |       |                                                                      |
| 18 juni 1993 | China       | 1 – 0 | Jemen | Chengdu Sports Centre, Chengdu Scheidsrechter: Masayoshi Okada (JPN) |
| 18 juni 1993 | Xu Hong 73' |       |       | Chengdu Sports Centre, Chengdu Scheidsrechter: Masayoshi Okada (JPN) |

|              |          |                                                                                    |          |                                                                         |
| 20 juni 1993 | Pakistan | 0 – 5                                                                              | Jordanië | Chengdu Sports Centre, Chengdu Scheidsrechter: Santos Jose Manuel (MAC) |
| 20 juni 1993 |          | Subhi Al-Gnimaz 14', 70' Jeris Tadrus 28' Mohammad Muharam 43' Ahmad Al-Bashir 44' |          | Chengdu Sports Centre, Chengdu Scheidsrechter: Santos Jose Manuel (MAC) |

|              |                             |       |                          |                                                                          |
| 20 juni 1993 | China                       | 2 – 1 | Irak                     | Chengdu Sports Centre, Chengdu Scheidsrechter: Ali Mohamed Bujsaim (UAE) |
| 20 juni 1993 | Xu Hong 63' Zhao Faqing 89' |       | Akram Emanuel Yousif 47' | Chengdu Sports Centre, Chengdu Scheidsrechter: Ali Mohamed Bujsaim (UAE) |

### Groep B
| Pos | Land           | Wed            | Win            | Gel            | Ver            | DV             | DT             | +/-            | Pnt            |
| --- | -------------- | -------------- | -------------- | -------------- | -------------- | -------------- | -------------- | -------------- | -------------- |
| 1.  | Iran           | 6              | 3              | 3              | 0              | 15             | 2              | +13            | 9              |
| 2.  | Syrië          | 6              | 3              | 3              | 0              | 14             | 4              | +10            | 9              |
| 3.  | Oman           | 6              | 2              | 2              | 2              | 10             | 5              | +5             | 6              |
| 4.  | Chinees Taipei | 6              | 0              | 0              | 6              | 3              | 31             | –28            | 0              |
|     | Birma          | Teruggetrokken | Teruggetrokken | Teruggetrokken | Teruggetrokken | Teruggetrokken | Teruggetrokken | Teruggetrokken | Teruggetrokken |

|              |      |       |      |               |
| 23 juni 1993 | Iran | 0 – 0 | Oman | Teheran, Iran |
| 23 juni 1993 |      |       |      | Teheran, Iran |

|              |                |                                               |       |               |
| 23 juni 1993 | Chinees Taipei | 0 – 2                                         | Syrië | Teheran, Iran |
| 23 juni 1993 |                | Mohammad Afash 15' Mohamad Moustafa Kadir 42' |       | Teheran, Iran |

|              |      |       |       |               |
| 25 juni 1993 | Oman | 0 – 0 | Syrië | Teheran, Iran |
| 25 juni 1993 |      |       |       | Teheran, Iran |

|              |                                                               |       |                |               |
| 25 juni 1993 | Iran                                                          | 6 – 0 | Chinees Taipei | Teheran, Iran |
| 25 juni 1993 | Hamid Estili 18' Modir Roosta 40', 46', 50', 75' Ali Daei 43' |       |                | Teheran, Iran |

|              |                                                    |       |                  |               |
| 27 juni 1993 | Oman                                               | 2 – 1 | Chinees Taipei   | Teheran, Iran |
| 27 juni 1993 | Yousuf Saleh Al-Alawi 29' Yunis Aman Al-Naseeb 35' |       | Chen Fu-Yuan 78' | Teheran, Iran |

|              |                  |       |                       |               |
| 27 juni 1993 | Iran             | 1 – 1 | Syrië                 | Teheran, Iran |
| 27 juni 1993 | Modir Roosta 63' |       | Abdul Latif Helou 82' | Teheran, Iran |

|             |      |                      |      |                 |
| 2 juli 1993 | Oman | 0 – 1                | Iran | Damascus, Syrië |
| 2 juli 1993 |      | Hamid Derakhshan 36' |      | Damascus, Syrië |

|             | |       |                 |                 |
| 2 juli 1993 | Syrië | 8 – 1 | Chinees Taipei  | Damascus, Syrië |
| 2 juli 1993 | Abdul Latif Helou 3', 71' Jamal Kazem 6' Munaf Ramadan 12' Ali Cheikh Dib 19' (pen.) Mohammad Afash 23', 45' Nizar Mahrous 80' |       | Chen Jiunn-ming | Damascus, Syrië |

|             |                                                     |       |                               |                 |
| 4 juli 1993 | Syrië                                               | 2 – 1 | Oman                          | Damascus, Syrië |
| 4 juli 1993 | Nizar Mahrous 45' Mohamad Moustafa Kadir 62' (pen.) |       | Hamdan Abdulla Al-Moamari 57' | Damascus, Syrië |

|             |                | |      |                 |
| 4 juli 1993 | Chinees Taipei | 0 – 6                                                                                                   | Iran | Damascus, Syrië |
| 4 juli 1993 |                | Hamid Derakhshan 8' Majid Namjoo-Motlagh 15' (pen.) Ali Daei 19', 48' Mehdi Abtahi 22' Hamid Estili 74' |      | Damascus, Syrië |

|             |                     |       | |                 |
| 7 juli 1993 | Chinees Taipei      | 1 – 7 | Oman | Damascus, Syrië |
| 7 juli 1993 | Yeh Ching-Tueng 66' |       | Yousuf Saleh Al-Alawi 6' Mohammed Abdul Noor 15', 88' Rashid Al-Wahaibi 34', 82' Mattar Al-Mukhaini 64' Nabil Al-Siyabi 74' | Damascus, Syrië |

|             |                                   |       |                      |                 |
| 7 juli 1993 | Syrië                             | 1 – 1 | Iran                 | Damascus, Syrië |
| 7 juli 1993 | Mohamad Moustafa Kadir 89' (pen.) |       | Hamid Derakhshan 15' | Damascus, Syrië |

### Groep C
| Pos | Land        | Wed | Win | Gel | Ver | DV | DT | +/- | Pnt |
| --- | ----------- | --- | --- | --- | --- | -- | -- | --- | --- |
| 1.  | Noord-Korea | 8   | 7   | 1   | 0   | 19 | 6  | +13 | 15  |
| 2.  | Qatar       | 8   | 5   | 1   | 2   | 22 | 8  | +14 | 11  |
| 3.  | Singapore   | 8   | 5   | 0   | 3   | 12 | 12 | 0   | 10  |
| 4.  | Indonesië   | 8   | 1   | 0   | 7   | 6  | 19 | –13 | 2   |
| 5.  | Vietnam     | 8   | 1   | 0   | 7   | 4  | 18 | –14 | 2   |

|              |                                           |       |                    |             |
| 9 april 1993 | Qatar                                     | 3 – 1 | Indonesië          | Doha, Qatar |
| 9 april 1993 | Mahmoud Souf 51', 79' Fahad Al Kuwari 55' |       | Singgih Pitono 85' | Doha, Qatar |

|              |                                                    |       |         |             |
| 9 april 1993 | Noord-Korea                                        | 3 – 0 | Vietnam | Doha, Qatar |
| 9 april 1993 | Yun Jong-Su 29' Choe Yong-Son 85' Ryu Song-Gun 86' |       |         | Doha, Qatar |

|               |                                  |       |                   |             |
| 11 april 1993 | Noord-Korea                      | 2 – 1 | Singapore         | Doha, Qatar |
| 11 april 1993 | Cho In-Chol 64' Choe Won-Nam 75' |       | Sundramoorthy 33' | Doha, Qatar |

|               |                                                                                  |       |         |             |
| 11 april 1993 | Qatar                                                                            | 4 – 0 | Vietnam | Doha, Qatar |
| 11 april 1993 | Mubarak Fazli 34' Mahmoud Souf 37' Yousef Khalaf 50' Sultan Bakhit Al-Kuwari 60' |       |         | Doha, Qatar |

|               |                                                                 |       |           |             |
| 13 april 1993 | Noord-Korea                                                     | 4 – 0 | Indonesië | Doha, Qatar |
| 13 april 1993 | Ryu Song-Gun 19' Choe Yong-Son 42', 58' Robby Darwis 77' (e.d.) |       |           | Doha, Qatar |

|               |                                 |       |                                                         |             |
| 13 april 1993 | Vietnam                         | 2 – 3 | Singapore                                               | Doha, Qatar |
| 13 april 1993 | Lư Đình Tuấn 14' Thành Phần 77' |       | Fandi Ahmad 19' Steven Tan 35' (pen.) Sundramoorthy 73' | Doha, Qatar |

|               |                                                                    |       |                 |             |
| 16 april 1993 | Qatar                                                              | 4 – 1 | Singapore       | Doha, Qatar |
| 16 april 1993 | Mubarak Fazli 70', 90' (pen.) Mahmoud Souf 84' Khalil Al-Malki 89' |       | Fandi Ahmad 58' | Doha, Qatar |

|               |                       |       |           |             |
| 16 april 1993 | Vietnam               | 1 – 0 | Indonesië | Doha, Qatar |
| 16 april 1993 | Hà Vương Ngầu Nại 61' |       |           | Doha, Qatar |

|               |           |                                     |           |             |
| 18 april 1993 | Indonesië | 0 – 2                               | Singapore | Doha, Qatar |
| 18 april 1993 |           | Mohd Rafi Ali 75' Sundramoorthy 83' |           | Doha, Qatar |

|               |                     |       |                       |             |
| 18 april 1993 | Qatar               | 1 – 2 | Noord-Korea           | Doha, Qatar |
| 18 april 1993 | Khalil Al-Malki 89' |       | Ryu Song-Gun 49', 57' | Doha, Qatar |

|               |                     |       |                                                                  |           |
| 24 april 1993 | Indonesië           | 1 – 4 | Qatar                                                            | Singapore |
| 24 april 1993 | Sudirman 28' (pen.) |       | Khalil Al-Malki 35', 61' Fahad Al Kuwari 75' Zamel Al Kuwari 83' | Singapore |

|               |         |                 |             |           |
| 24 april 1993 | Vietnam | 0 – 1           | Noord-Korea | Singapore |
| 24 april 1993 |         | Yong Jin-Li 61' |             | Singapore |

|               |                 |       |                                         |           |
| 26 april 1993 | Singapore       | 1 – 3 | Noord-Korea                             | Singapore |
| 26 april 1993 | Razali Saad 72' |       | Choe Won-Nam 26' Choe Yong-Son 41', 76' | Singapore |

|               |         |                                                                                         |       |           |
| 26 april 1993 | Vietnam | 0 – 4                                                                                   | Qatar | Singapore |
| 26 april 1993 |         | Khalil Al-Malki 7' Zamel Al Kuwari 13' Fahad Al Kuwari 52' (pen.) Rayed Al-Boloushi 65' |       | Singapore |

|               |                     |       |                                     |           |
| 28 april 1993 | Indonesië           | 1 – 2 | Noord-Korea                         | Singapore |
| 28 april 1993 | Rahmad Darmawan 35' |       | Pang Gwang-Chol 4' Ryu Song-Gun 68' | Singapore |

|               |                   |       |         |           |
| 28 april 1993 | Singapore         | 1 – 0 | Vietnam | Singapore |
| 28 april 1993 | Mohd Rafi Ali 54' |       |         | Singapore |

|               |                 |       |       |           |
| 30 april 1993 | Singapore       | 1 – 0 | Qatar | Singapore |
| 30 april 1993 | Fandi Ahmad 80' |       |       | Singapore |

|               |                                   |       |                     |           |
| 30 april 1993 | Indonesië                         | 2 – 1 | Vietnam             | Singapore |
| 30 april 1993 | Putut Widjanarko 55' Sudirman 75' |       | Nguyễn Hồng Sơn 30' | Singapore |

|            |                                   |       |                      |           |
| 2 mei 1993 | Singapore                         | 2 – 1 | Indonesië            | Singapore |
| 2 mei 1993 | Fandi Ahmad 70' Sundramoorthy 85' |       | Alexander Saununu 2' | Singapore |

|            |                                  |       |                         |           |
| 2 mei 1993 | Noord-Korea                      | 2 – 2 | Qatar                   | Singapore |
| 2 mei 1993 | Cho In-Chol 40' Kim Gyong-Il 55' |       | Khalil Al-Malki 1', 86' | Singapore |

### Groep D
| Pos | Land       | Wed | Win | Gel | Ver | DV | DT | +/- | Pnt |
| --- | ---------- | --- | --- | --- | --- | -- | -- | --- | --- |
| 1.  | Zuid-Korea | 8   | 7   | 1   | 0   | 23 | 1  | +22 | 15  |
| 2.  | Bahrein    | 8   | 3   | 3   | 2   | 9  | 6  | +3  | 9   |
| 3.  | Libanon    | 8   | 2   | 4   | 2   | 8  | 9  | –1  | 8   |
| 4.  | Hongkong   | 8   | 2   | 1   | 5   | 9  | 19 | –10 | 5   |
| 5.  | India      | 8   | 1   | 1   | 6   | 8  | 22 | –14 | 3   |

|            |                                    |       |                                                |                  |
| 7 mei 1993 | Libanon                            | 2 – 2 | India                                          | Beiroet, Libanon |
| 7 mei 1993 | Babkin Melikian 37' Jamal Taha 53' |       | Tajinder Kumar 63' Sathyan Vatta Barambath 84' | Beiroet, Libanon |

|            |                                  |       |                  |                  |
| 7 mei 1993 | Hongkong                         | 2 – 1 | Bahrein          | Beiroet, Libanon |
| 7 mei 1993 | Cheung Kam Wa 20' Au Wai Lun 57' |       | Juma Marzouq 44' | Beiroet, Libanon |

|            |         |       |            |                  |
| 9 mei 1993 | Bahrein | 0 – 0 | Zuid-Korea | Beiroet, Libanon |
| 9 mei 1993 |         |       |            | Beiroet, Libanon |

|            |                                           |       |                                   |                  |
| 9 mei 1993 | Libanon                                   | 2 – 2 | Hongkong                          | Beiroet, Libanon |
| 9 mei 1993 | Rafi Joulfagi 43' Fadi Alloush 80' (pen.) |       | Tam Siu Wai 13' Cheung Kam Wa 19' | Beiroet, Libanon |

|             |                               |       |                                |                  |
| 11 mei 1993 | India                         | 1 – 2 | Hongkong                       | Beiroet, Libanon |
| 11 mei 1993 | Dhaleel Ur Rahman Khaleel 54' |       | Loh Wai Chi 15' Lee Kin Wo 59' | Beiroet, Libanon |

|             |         |                |            |                  |
| 11 mei 1993 | Libanon | 0 – 1          | Zuid-Korea | Beiroet, Libanon |
| 11 mei 1993 |         | Ha Seok-Ju 17' |            | Beiroet, Libanon |

|             |         |       |         |                  |
| 13 mei 1993 | Libanon | 0 – 0 | Bahrein | Beiroet, Libanon |
| 13 mei 1993 |         |       |         | Beiroet, Libanon |

|             |       |                                                           |            |                  |
| 13 mei 1993 | India | 0 – 3                                                     | Zuid-Korea | Beiroet, Libanon |
| 13 mei 1993 |       | Hong Myung-Bo 19' (pen.) Choi Moon-Sik 70' Ha Seok-Ju 89' |            | Beiroet, Libanon |

|             |          |                                                   |            |                  |
| 15 mei 1993 | Hongkong | 0 – 3                                             | Zuid-Korea | Beiroet, Libanon |
| 15 mei 1993 |          | Ha Seok-Ju 21' Seo Jung-Won 50' Choi Moon-Sik 73' |            | Beiroet, Libanon |

|             |                              |       |                                    |                  |
| 15 mei 1993 | Bahrein                      | 2 – 1 | India                              | Beiroet, Libanon |
| 15 mei 1993 | Khamis Thani 4' Ali Saad 31' |       | Sathyan Vatta Barambath 90' (pen.) | Beiroet, Libanon |

|             |                                                                      |       |                |                   |
| 5 juni 1993 | Zuid-Korea                                                           | 4 – 1 | Hongkong       | Seoul, Zuid-Korea |
| 5 juni 1993 | Choi Moon-Sik 12' Jung Jae-Kwon 76' Ha Seok-Ju 81' Noh Jung-Yoon 85' |       | Au Wai Lun 21' | Seoul, Zuid-Korea |

|             |         |       |         |                   |
| 5 juni 1993 | Bahrein | 0 – 0 | Libanon | Seoul, Zuid-Korea |
| 5 juni 1993 |         |       |         | Seoul, Zuid-Korea |

|             |       |                                          |         |                   |
| 7 juni 1993 | India | 0 – 3                                    | Bahrein | Seoul, Zuid-Korea |
| 7 juni 1993 |       | Khamis Mubarak 20', 53' Khamis Thani 64' |         | Seoul, Zuid-Korea |

|             |                                 |       |         |                   |
| 7 juni 1993 | Zuid-Korea                      | 2 – 0 | Libanon | Seoul, Zuid-Korea |
| 7 juni 1993 | Ha Seok-Ju 31' Hwangbo Kwan 56' |       |         | Seoul, Zuid-Korea |

|             |                |       |                                   |                   |
| 9 juni 1993 | Hongkong       | 1 – 2 | Libanon                           | Seoul, Zuid-Korea |
| 9 juni 1993 | Lee Kin Wo 17' |       | Youssef Farhat 38' Wael Nazha 76' | Seoul, Zuid-Korea |

|             |                                                                                  |       |       |                   |
| 9 juni 1993 | Zuid-Korea                                                                       | 7 – 0 | India | Seoul, Zuid-Korea |
| 9 juni 1993 | Lee Ki-Beom 4', 23', 50' Kim Tae-Young 37', 70' Park Jung-bae 39' Ha Seok-Ju 68' |       |       | Seoul, Zuid-Korea |

|              |                      |       |                                    |                   |
| 11 juni 1993 | India                | 1 – 2 | Libanon                            | Seoul, Zuid-Korea |
| 11 juni 1993 | Bhupinder Thakur 44' |       | Hassan Ayoub 41' Rafi Joulfagi 79' | Seoul, Zuid-Korea |

|              |                                                                |       |          |                   |
| 11 juni 1993 | Bahrein                                                        | 3 – 0 | Hongkong | Seoul, Zuid-Korea |
| 11 juni 1993 | Adel Abdulrahman Marzouq 1' Samir Mubarak 46' Khamis Thani 49' |       |          | Seoul, Zuid-Korea |

|              |                                                 |       |         |                   |
| 13 juni 1993 | Zuid-Korea                                      | 3 – 0 | Bahrein | Seoul, Zuid-Korea |
| 13 juni 1993 | Kang Chul 51' Park Nam-Yeol 63' Gu Sang-Bum 85' |       |         | Seoul, Zuid-Korea |

|              |                    |       |                                                                   |                   |
| 13 juni 1993 | Hongkong           | 1 – 3 | India                                                             | Seoul, Zuid-Korea |
| 13 juni 1993 | Wong Chi Keung 66' |       | Sathyan Vatta Barambath 6' Bhupinder Thakur 52' I. M. Vijayan 77' | Seoul, Zuid-Korea |

### Groep E
| Pos | Land          | Wed | Win | Gel | Ver | DV | DT | +/- | Pnt |
| --- | ------------- | --- | --- | --- | --- | -- | -- | --- | --- |
| 1.  | Saoedi-Arabië | 6   | 4   | 2   | 0   | 20 | 1  | +19 | 10  |
| 2.  | Koeweit       | 6   | 3   | 2   | 1   | 21 | 4  | +17 | 8   |
| 3.  | Maleisië      | 6   | 2   | 2   | 2   | 16 | 7  | +9  | 6   |
| 4.  | Macau         | 6   | 0   | 0   | 6   | 1  | 46 | –45 | 0   |

|            |       | |               |                        |
| 1 mei 1993 | Macau | 0 – 6 | Saoedi-Arabië | Kuala Lumpur, Maleisië |
| 1 mei 1993 |       | Sami Al-Jaber 12' Saeed Al-Owairan 21', 24' Abdullah Al-Dosari 65' Fahad Al-Mehallel 68' Khaled Al-Muwallid 79' (pen.) |               | Kuala Lumpur, Maleisië |

|            |                 |       |                     |                        |
| 1 mei 1993 | Maleisië        | 1 – 1 | Koeweit             | Kuala Lumpur, Maleisië |
| 1 mei 1993 | Azman Adnan 59' |       | Ayman Al Husaini 8' | Kuala Lumpur, Maleisië |

|            |                  |        | |                        |
| 3 mei 1993 | Macau            | 1 – 10 | Koeweit | Kuala Lumpur, Maleisië |
| 3 mei 1993 | Daniel Pinto 76' |        | Ali Al-Hadyah 22', 24', 55', 87' Hamed Al-Saleh 61', 65' Jasem Al Huwaidi 71', 72', 81' Basel Abdul Rahim 84' (pen.) | Kuala Lumpur, Maleisië |

|            |                         |       |                               |                        |
| 3 mei 1993 | Maleisië                | 1 – 1 | Saoedi-Arabië                 | Kuala Lumpur, Maleisië |
| 3 mei 1993 | Abdul Mubin Mokhtar 31' |       | Khaled Al-Muwallid 88' (pen.) | Kuala Lumpur, Maleisië |

|            |         |       |               |                        |
| 5 mei 1993 | Koeweit | 0 – 0 | Saoedi-Arabië | Kuala Lumpur, Maleisië |
| 5 mei 1993 |         |       |               | Kuala Lumpur, Maleisië |

|            | |       |       |                        |
| 5 mei 1993 | Maleisië | 9 – 0 | Macau | Kuala Lumpur, Maleisië |
| 5 mei 1993 | Azman Adnan 6', 14', 74' Azizol Abu Haniffah 32', 75' A. Elangovan 42' Abdul Mubin Mokhtar 47', 54' Zainal Abidin Hassan 87' |       |       | Kuala Lumpur, Maleisië |

|             |                                       |       |          |                     |
| 14 mei 1993 | Koeweit                               | 2 – 0 | Maleisië | Taif, Saoedi-Arabië |
| 14 mei 1993 | Abdullah Saihan 11' Ali Al-Hadyah 18' |       |          | Taif, Saoedi-Arabië |

|             | |       |       |                     |
| 14 mei 1993 | Saoedi-Arabië | 8 – 0 | Macau | Taif, Saoedi-Arabië |
| 14 mei 1993 | Hamzah Idris Falatah 8', 25', 85' Khaled Al-Muwallid 22' (pen.) Saeed Owairan 37', 56', 79' Mansour Al-Muainea 40' |       |       | Taif, Saoedi-Arabië |

|             | |       |       |                     |
| 16 mei 1993 | Koeweit | 8 – 0 | Macau | Taif, Saoedi-Arabië |
| 16 mei 1993 | Ali Al-Hadyah 11' Abdullah Saihan 44' Jasem Al Huwaidi 52', 60' Hamed Al-Saleh 54' Wail Al Habashi 81' Hamoud Al-Shemmari 84' Fayez Al-Felaij 90' |       |       | Taif, Saoedi-Arabië |

|             |                                               |       |          |                     |
| 16 mei 1993 | Saoedi-Arabië                                 | 3 – 0 | Maleisië | Taif, Saoedi-Arabië |
| 16 mei 1993 | Majed Abdullah 9', 64' Ahmad Jamil Madani 58' |       |          | Taif, Saoedi-Arabië |

|             |       |                                                                             |          |                     |
| 18 mei 1993 | Macau | 0 – 5                                                                       | Maleisië | Taif, Saoedi-Arabië |
| 18 mei 1993 |       | Azman Adnan 10', 43' Azizol Abu Haniffah 74' Paramasivan Ravindran 77', 85' |          | Taif, Saoedi-Arabië |

|             |                                      |       |         |                     |
| 18 mei 1993 | Saoedi-Arabië                        | 2 – 0 | Koeweit | Taif, Saoedi-Arabië |
| 18 mei 1993 | Saeed Owairan 23' Majed Abdullah 89' |       |         | Taif, Saoedi-Arabië |

### Groep F
| Pos | Land       | Wed | Win | Gel | Ver | DV | DT | +/- | Pnt |
| --- | ---------- | --- | --- | --- | --- | -- | -- | --- | --- |
| 1.  | Japan      | 8   | 7   | 1   | 0   | 28 | 2  | +26 | 15  |
| 2.  | V.A.E.     | 8   | 6   | 1   | 1   | 19 | 4  | +15 | 13  |
| 3.  | Thailand   | 8   | 4   | 0   | 4   | 13 | 7  | +6  | 8   |
| 4.  | Bangladesh | 8   | 2   | 0   | 6   | 7  | 28 | –21 | 4   |
| 5.  | Sri Lanka  | 8   | 0   | 0   | 8   | 0  | 26 | –26 | 0   |

|              |                     |       |          |             |
| 8 april 1993 | Japan               | 1 – 0 | Thailand | Kobe, Japan |
| 8 april 1993 | Kazuyoshi Miura 29' |       |          | Kobe, Japan |

|              |           |                                                                   |                              |              |
| 8 april 1993 | Sri Lanka | 0 – 4                                                             | Verenigde Arabische Emiraten | Kyoto, Japan |
| 8 april 1993 |           | Ali Thani Jumaa 21' Adnan Al Talyani 24' Khamees Mubarak 56', 88' |                              | Kyoto, Japan |

|               |                                                                                    |       |            |              |
| 11 april 1993 | Japan                                                                              | 8 – 0 | Bangladesh | Tokio, Japan |
| 11 april 1993 | Kazuyoshi Miura 18', 44', 52', 53' Takuya Takagi 25', 57' Masahiro Fukuda 58', 88' |       |            | Tokio, Japan |

|               |                        |       |           |             |
| 11 april 1993 | Thailand               | 1 – 0 | Sri Lanka | Kobe, Japan |
| 11 april 1993 | Kiatisuk Senamuang 62' |       |           | Kobe, Japan |

|               |           |                               |            |                 |
| 13 april 1993 | Sri Lanka | 0 – 13                        | Bangladesh | Yokohama, Japan |
| 13 april 1993 |           | Karim Mohammed Rumi Rizvi 69' |            | Yokohama, Japan |

|               |          |                         |                              |              |
| 13 april 1993 | Thailand | 0 – 1                   | Verenigde Arabische Emiraten | Tokio, Japan |
| 13 april 1993 |          | Abdulrazaq Balooshi 86' |                              | Tokio, Japan |

|               |                                                                         |       |           |              |
| 15 april 1993 | Japan                                                                   | 5 – 0 | Sri Lanka | Tokio, Japan |
| 15 april 1993 | Takuya Takagi 10', 49' Tetsuji Hashiratani 18' Kazuyoshi Miura 34', 51' |       |           | Tokio, Japan |

|               |            |                         |                              |                 |
| 15 april 1993 | Bangladesh | 0 – 1                   | Verenigde Arabische Emiraten | Yokohama, Japan |
| 15 april 1993 |            | Abdulrazaq Balooshi 56' |                              | Yokohama, Japan |

|               |                                           |       |                              |              |
| 18 april 1993 | Japan                                     | 2 – 0 | Verenigde Arabische Emiraten | Tokio, Japan |
| 18 april 1993 | Tetsuji Hashiratani 20' Takuya Takagi 76' |       |                              | Tokio, Japan |

|               |                                                   |       |                     |              |
| 18 april 1993 | Thailand                                          | 4 – 1 | Bangladesh          | Tokio, Japan |
| 18 april 1993 | Songserm Maperm 20' Piyapong Pue-On 21', 58', 88' |       | Hossain Joarder 84' | Tokio, Japan |

|               |          |                    |       |                                     |
| 28 april 1993 | Thailand | 0 – 1              | Japan | Dubai, Verenigde Arabische Emiraten |
| 28 april 1993 |          | Takumi Horiike 49' |       | Dubai, Verenigde Arabische Emiraten |

|               |                                                    |       |           |                                     |
| 28 april 1993 | Verenigde Arabische Emiraten                       | 3 – 0 | Sri Lanka | Dubai, Verenigde Arabische Emiraten |
| 28 april 1993 | Adnan Al Talyani 40', 54' Ismail Rashid Ismail 89' |       |           | Dubai, Verenigde Arabische Emiraten |

|               |                               |       |                                                                                |                                     |
| 30 april 1993 | Bangladesh                    | 1 – 4 | Japan                                                                          | Dubai, Verenigde Arabische Emiraten |
| 30 april 1993 | Karim Mohammed Runi Rizvi 11' |       | Masahiro Fukuda 2' Kazuyoshi Miura 30' Mitsunori Yoshida 36' Takuya Takagi 61' | Dubai, Verenigde Arabische Emiraten |

|               |                                                     |       |                     |                                     |
| 30 april 1993 | Verenigde Arabische Emiraten                        | 2 – 1 | Thailand            | Dubai, Verenigde Arabische Emiraten |
| 30 april 1993 | Abdulrazaq Balooshi 10' (pen.) Adnan Al Talyani 63' |       | Songserm Maperm 90' | Dubai, Verenigde Arabische Emiraten |

|            | |       |            |                                     |
| 3 mei 1993 | Verenigde Arabische Emiraten                                                                                | 7 – 0 | Bangladesh | Dubai, Verenigde Arabische Emiraten |
| 3 mei 1993 | Adnan Al Talyani 4', 65' Abdulrazaq Balooshi 26', 59' Fahad Khamees 28' Nasir Khamees 38' Mohamed Ahmed 74' |       |            | Dubai, Verenigde Arabische Emiraten |

|            |           |                                      |          |                                     |
| 3 mei 1993 | Sri Lanka | 0 – 3                                | Thailand | Dubai, Verenigde Arabische Emiraten |
| 3 mei 1993 |           | Piyapong Pue-On 27', 37', 71' (pen.) |          | Dubai, Verenigde Arabische Emiraten |

|            |                         |       |                                                                          |                                     |
| 5 mei 1993 | Bangladesh              | 1 – 4 | Thailand                                                                 | Dubai, Verenigde Arabische Emiraten |
| 5 mei 1993 | Sayed Rumman Sabbir 72' |       | Piyapong Pue-On 20', 52' Kiatisuk Senamuang 26' Pongthorn Thiubthong 54' | Dubai, Verenigde Arabische Emiraten |

|            |           |                                                                                                |       |                                     |
| 5 mei 1993 | Sri Lanka | 0 – 6                                                                                          | Japan | Dubai, Verenigde Arabische Emiraten |
| 5 mei 1993 |           | Ruy Ramos 31' Masami Ihara 42', 56' Takuya Takagi 61' Kazuyoshi Miura 80' Masashi Nakayama 82' |       | Dubai, Verenigde Arabische Emiraten |

|            |                                                 |       |           |                                     |
| 7 mei 1993 | Bangladesh                                      | 3 – 0 | Sri Lanka | Dubai, Verenigde Arabische Emiraten |
| 7 mei 1993 | Hossain Joarder 8', 78' Kaiser Hamid 73' (pen.) |       |           | Dubai, Verenigde Arabische Emiraten |

|            |                              |       |                        |                                     |
| 7 mei 1993 | Verenigde Arabische Emiraten | 1 – 1 | Japan                  | Dubai, Verenigde Arabische Emiraten |
| 7 mei 1993 | Abdulrazaq Balooshi 83'      |       | Masaaki Sawanobori 84' | Dubai, Verenigde Arabische Emiraten |

## Finaleronde
| Pos | Land          | Wed | Win | Gel | Ver | DV | DT | +/- | Pnt |
| --- | ------------- | --- | --- | --- | --- | -- | -- | --- | --- |
| 1.  | Saoedi-Arabië | 5   | 2   | 3   | 0   | 8  | 6  | +2  | 7   |
| 2.  | Zuid-Korea    | 5   | 2   | 2   | 1   | 9  | 4  | +5  | 6   |
| 3.  | Japan         | 5   | 2   | 2   | 1   | 7  | 4  | +3  | 6   |
| 4.  | Irak          | 5   | 1   | 3   | 1   | 9  | 9  | 0   | 5   |
| 5.  | Iran          | 5   | 2   | 0   | 3   | 8  | 11 | –3  | 4   |
| 6.  | Noord-Korea   | 5   | 1   | 0   | 4   | 5  | 12 | –7  | 2   |

### Speelronde één
Het eindtoernooi werd in Doha georganiseerd, de hoofdstad van Qatar. Het bleek een aantrekkelijk toernooi te zijn, waar twee keer zoveel doelpunten werd gescoord als het vorige WK-kwalificatietoernooi. Vijf van de zes landen hadden in de finaleronde kans op kwalificatie, de strijd werd in de laatste seconden beslist. Zuid-Korea bevestigde zijn favorietenrol door met 3-0 van Iran te winnen. Irak verspeelde een 0-2 voorsprong door met 3-2 van Noord-Korea te verliezen, een dure nederlaag achteraf. Japan tegen Saoedi-Arabië was de enige doelpuntloze wedstrijd dit toernooi. 
|                 |                                                     |       |                |                                                                                 |
| 15 oktober 1993 | Noord-Korea                                         | 3 – 2 | Irak           | Khalifa International Stadium, Doha Attendance: 20.000 Referee: Uilenberg (NED) |
| 15 oktober 1993 | Kim Gwang-Min 63' Kim Gyong-Il 76' Choi Won-Nam 80' |       | Kadhim 8', 46' | Khalifa International Stadium, Doha Attendance: 20.000 Referee: Uilenberg (NED) |

|                 |               |       |       |                                                                                    |
| 15 oktober 1993 | Saoedi-Arabië | 0 – 0 | Japan | Khalifa International Stadium, Doha Attendance: 20.000 Referee: Muhmenthaler (SUI) |
| 15 oktober 1993 |               |       |       | Khalifa International Stadium, Doha Attendance: 20.000 Referee: Muhmenthaler (SUI) |

|                 |      |                                                    |            |                                                                                   |
| 16 oktober 1993 | Iran | 0 – 3                                              | Zuid-Korea | Khalifa International Stadium, Doha Attendance: 10.000 Referee: Schmidhuber (GER) |
| 16 oktober 1993 |      | Park Jung-bae 18' Ha Seok-Ju 79' Ko Jeong-Woon 81' |            | Khalifa International Stadium, Doha Attendance: 10.000 Referee: Schmidhuber (GER) |

### Speelronde twee
Een slechte speelronde voor de niet-Arabische landen: Japan verloor verrassend van Iran en Zuid-Korea moest twee keer een voorsprong prijsgeven tegen Irak. De Saoedi's wonnen van Noord-Korea en stonden samen met Zuid-Korea aan de leiding. 
|                 |                  |       |                             |                                                                                   |
| 18 oktober 1993 | Noord-Korea      | 1 – 2 | Saoedi-Arabië               | Khalifa International Stadium, Doha Attendance: 15.000 Referee: Crăciunescu (ROM) |
| 18 oktober 1993 | Ryu Song-Gun 68' |       | Mehalel 56' Al-Muwallid 73' | Khalifa International Stadium, Doha Attendance: 15.000 Referee: Crăciunescu (ROM) |

|                 |              |       |                          |                                                                              |
| 18 oktober 1993 | Japan        | 1 – 2 | Iran                     | Khalifa International Stadium, Doha Attendance: 10.000 Referee: Baldas (ITA) |
| 18 oktober 1993 | Nakayama 88' |       | Hassanzadeh 45' Daei 85' | Khalifa International Stadium, Doha Attendance: 10.000 Referee: Baldas (ITA) |

|                 |                       |       |                                          |                                                                               |
| 19 oktober 1993 | Irak                  | 2 – 2 | Zuid-Korea                               | Khalifa International Stadium, Doha Attendance: 20.000 Referee: Quiniou (FRA) |
| 19 oktober 1993 | Hussein 32' Jafar 86' |       | Kim Pan-Keun 40' Hong Myung-Bo 67' (pen) | Khalifa International Stadium, Doha Attendance: 20.000 Referee: Quiniou (FRA) |

### Speelronde drie
De meeste aandacht ging naar de wedstrijd tussen Iran en Irak, de eerste wedstrijd sinds de Irak-Iranoorlog in de jaren tachtig. Eindigde die oorlog in een gelijkspel, nu won Irak met 2-1. De topper tussen Zuid-Korea en Saoedi-Arabië eindigde in een gelijkspel, de Saoedi's scoorden in de laatste minuut de gelijkmaker. Ze bleven beiden koploper met 1 punt voorsprong op Japan en Irak. 
|                 |             |                             |       |                                                                                   |
| 21 oktober 1993 | Noord-Korea | 0 – 3                       | Japan | Khalifa International Stadium, Doha Attendance: 3.000 Referee: Muhmenthaler (SUI) |
| 21 oktober 1993 |             | Miura 28', 69' Nakayama 51' |       | Khalifa International Stadium, Doha Attendance: 3.000 Referee: Muhmenthaler (SUI) |

|                 |                      |       |          |                                                                                   |
| 22 oktober 1993 | Irak                 | 2 – 1 | Iran     | Khalifa International Stadium, Doha Attendance: 30.000 Referee: Crăciunescu (ROM) |
| 22 oktober 1993 | Radhi 20' Kadhim 38' |       | Daei 21' | Khalifa International Stadium, Doha Attendance: 30.000 Referee: Crăciunescu (ROM) |

|                 |                  |       |               |                                                                                 |
| 22 oktober 1993 | Zuid-Korea       | 1 – 1 | Saoedi-Arabië | Khalifa International Stadium, Doha Attendance: 35.000 Referee: Uilenberg (NED) |
| 22 oktober 1993 | Shin Hong-Ki 63' |       | Madani 90'    | Khalifa International Stadium, Doha Attendance: 35.000 Referee: Uilenberg (NED) |

### Speelronde vier
Japan boekte een belangrijke overwinning op rivaal Zuid-Korea, 1-0 door een doelpunt van Miura, de ster van Japan, die later de eerste Japanner werd, die voor een Italiaanse club speelde. Zuid-Korea had het nu niet meer in eigen hand. Saoedi-Arabië was nu koploper met de Japanners dankzij een 1-1 gelijkspel tegen Irak, Zuid-Korea, Irak en Iran volgden op een punt achterstand. Noord-Korea was als enig land uitgeschakeld. 
|                 |          |       |               |                                                                               |
| 24 oktober 1993 | Irak     | 1 – 1 | Saoedi-Arabië | Khalifa International Stadium, Doha Attendance: 20.000 Referee: Quiniou (FRA) |
| 24 oktober 1993 | Radhi 1' |       | Owairan 36'   | Khalifa International Stadium, Doha Attendance: 20.000 Referee: Quiniou (FRA) |

|                 |           |       |            |                                                                                   |
| 25 oktober 1993 | Japan     | 1 – 0 | Zuid-Korea | Khalifa International Stadium, Doha Attendance: 15.000 Referee: Schmidhuber (GER) |
| 25 oktober 1993 | Miura 61' |       |            | Khalifa International Stadium, Doha Attendance: 15.000 Referee: Schmidhuber (GER) |

|                 |               |       |                  |                                                                             |
| 25 oktober 1993 | Iran          | 2 – 1 | Noord-Korea      | Khalifa International Stadium, Doha Attendance: 5.000 Referee: Baldas (ITA) |
| 25 oktober 1993 | Daei 49', 66' |       | Choi Won-Nam 22' | Khalifa International Stadium, Doha Attendance: 5.000 Referee: Baldas (ITA) |

### Speelronde vijf
Zuid-Korea pakte zijn laatste strohalm door een duidelijke overwinning op Noord-Korea: 3-0. Het moest nu hopen op een misstap van of de Saoedi's of Japan. Saoedi-Arabië won in een doelpuntrijke wedstrijd van Iran, de zege kwam ondanks de smalle marge geen moment in gevaar en liefst 40.000 Arabieren vierden feest. Japan stond voor de blessuretijd voor tegen Irak. In de laatste seconde sloeg het noodlot toe: Irak scoorde de gelijkmaker en het was één al droefenis in Japan. Het was ook een ramp voor een Nederlander: Hans Ooft miste nu het WK op een haar na. Sindsdien is: "Doha" en begrip geworden in Japan, bij elke beslissende wedstrijd wordt men herinnerd aan deze nationale ramp. In Zuid-Korea had deze wedstrijd uiteraard een andere dimensie: men praatte over de "Bevrijding van Doha".
|                 |                                                      |       |             |                                                                     |
| 28 oktober 1993 | Zuid-Korea                                           | 3 – 0 | Noord-Korea | Qatar SC Stadium, Doha Attendance: 4.000 Referee: Crăciunescu (ROM) |
| 28 oktober 1993 | Ko Jeong-Woon 49' Hwang Seon-Hong 53' Ha Seok-Ju 75' |       |             | Qatar SC Stadium, Doha Attendance: 4.000 Referee: Crăciunescu (ROM) |

|                 |                                                   |       |                                  |                                                                                 |
| 28 oktober 1993 | Saoedi-Arabië                                     | 4 – 3 | Iran                             | Khalifa International Stadium, Doha Attendance: 40.000 Referee: Uilenberg (NED) |
| 28 oktober 1993 | Al-Jaber 21' Mehalel 27' Al-Mousa 47' Falatah 64' |       | Fonounizadeh 43', 52' Manafi 90' | Khalifa International Stadium, Doha Attendance: 40.000 Referee: Uilenberg (NED) |

|                 |                           |       |                       |                                                                     |
| 28 oktober 1993 | Irak                      | 2 – 2 | Japan                 | Al-Ahlystadion, Doha Attendance: 15.000 Referee: Muhmenthaler (SUI) |
| 28 oktober 1993 | Shenaishil 54' Salman 90' |       | Miura 5' Nakayama 69' | Al-Ahlystadion, Doha Attendance: 15.000 Referee: Muhmenthaler (SUI) |